# (2428) Каменяр
(2428) Каменяр (лат. Kamenyar) — астероид главного пояса, который принадлежит к тёмному спектральному классу C и входит в состав семейства Веритас. Он был открыт 11 сентября 1977 года советским астрономом Николаем Черных в Крымской обсерватории и назван в честь выдающегося украинского поэта и писателя Ивана Франко, получившего прозвище "Каміняр" (каменщик), по названию одного из своих произведений.

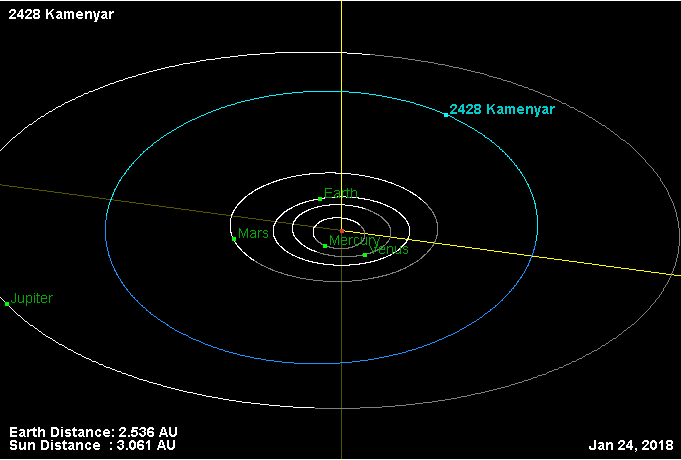
Орбита астероида Каменяр и его положение в Солнечной системе